# Anthony Bacon
Anthony Bacon, född 1558 i London, död 1601, var en engelsk diplomat, son till sir Nicholas Bacon.

## Biografi
Bacon studerade tillsammans med sin yngre bror Francis i Cambridge under ledning av John Whitgift, som senare blev ärkebiskop av Canterbury. Han företog sedan dels för sin politiska utbildning, dels av hälsoskäl 1579 en lång utrikes resa och bodde i åratal i Montauban i Frankrike, varifrån han underhöll livlig förbindelse dels med den engelska regeringen och dess politiska agenter i skilda länder, dels med de franska protestanterna. 
1591 återvände Bacon till hemlandet, invaldes 1593 i parlamentet och blev snart förtrogen utrikespolitisk rådgivare åt den mäktige Essex samt bodde till och med sedan 1595 ständigt i dennes palats. Bacon ledde de förhandlingar Essex drev såväl med Henrik IV som med skottarna och tycks genom sina förbindelser vid hovet ha arbetat för Essex frigivning såväl 1600 som vid den slutliga katastrofen 1601, då Francis Bacon däremot arbetade för den en gång så mäktige gunstlingens störtande. 
Anthony Bacon var en synnerligen kunskapsrik och energisk man med för den tiden ovanligt frisinnad religiös åskådning; hans ömtåliga hälsotillstånd hämmade emellertid hans politiska verksamhet. Hans stora korrespondens (i Lambethpalatsets bibliotek, kopior i British Museum) utgör en särdeles värdefull källa för hans egen biografi och tidens historia.